# اندماج خلوي

الأنواع المختلفة من منتجات الخلايا عند دمجها.

الاندماج الخلوي أو اندماج الخلايا أو دمج خلوي هو عملية خلوية مهمة تتحد فيها عدة خلايا أحادية النواة (خلايا ذات نواة واحدة) لتشكل خلية متعددة النوى، تُعرف باسم المخلاة أو الملتحم الخلوي. يحدث اندماج الخلايا أثناء تمايز الخلايا العضلية، وناقضات العظم، والأرومة المغذية أثناء التطور الجنيني، والتشكل الحيوي. يعد اندماج الخلايا حدثًا ضروريًا في نضوج الخلايا بحيث تحافظ على وظائفها المحددة طوال فترة النمو.